# 廣福寺 (玉名市)
廣福寺（こうふくじ）は、熊本県玉名市石貫にある曹洞宗の寺院である。大本山・永平寺の直末寺。小岱山系観音岳の東麓に位置する。肥後西国観音霊場第24番札所。

## 歴史
創建の年代及び由来には諸説ある。
寺伝では、正平12年（1357年）、菊池武澄が、肥後国菊池郡の聖護寺より大智禅師を開山に迎え開基したという。
より正確には次のようなものである。大智が招かれていた聖護寺は僧尼未分離の寺であった。そのため、大智は僧尼が分離された寺の建立を望んでいた。菊池武重の母・慈春尼は、庶子の武澄にこれを伝え、正平11年（1356年）、武澄は、石貫寺という既存の寺を、大智を開山とする曹洞宗瑩山門派の寺にすることを発願する。しかし翌年死去。武澄の妻・了悟尼が武澄の遺志に従って寺地を寄進し、廣福寺が成ったという。
一方、『肥後国誌』には、大智禅師は聖護寺を開いたが、戦乱の際に大智が菊池武時を寺に匿ったことから、後に肥後を再び平定した武時が、このときの大智の恩に謝するため、元徳2年（1330年）、廣福寺を開基したとある。
寺は菊池氏代々の菩提所として栄えたが、菊池氏の衰退とともに寺勢も衰えた。
その後、肥後に入国した加藤清正が寺領を寄進し、寺は再興された。寛永17年（1640年）までは、大智禅師が開いた加賀にある祇陀寺の末寺であったが、同年、永平寺の直末となった。
菊池氏代々の菩提所であったことから、寺には菊池氏歴代の位牌や、菊池氏に関する古文書、寺宝が数多く残る。

## 境内
- 御前水 - 寺の門前には小さな泉がある。これは豊臣秀吉が九州に下向した際に使った「御前水」と言われ、加藤清正以来、その後肥後を領した細川氏に至っても、藩主がこの辺りに出駕した際は、その度にこの水を用いたという[6]。
- 山門 - 「小岱八十八ヶ所霊場」の札が掛かる
- 本堂 - 現在の本堂はかつての座禅堂を移したもの。往時は、100名もの僧がここに籠り、読経の声は近郊にまで響いたという[7]。
- 開山堂（菊池一族位牌堂）
- 庫裡
- 仇討供養塔 - 日本最後の仇討の1つ[8]に挙げられる玉名市石貫の仇討[9]で敵の遺体が廣福寺裏手の墓所に仮埋葬され、現在は仇討供養塔が建つ。

## 文化財

### 重要文化財（国指定）
- 大智墨蹟 東谷明光除夜偈（熊本県立美術館保管）
- 広福寺伝衣付嘱状（四通）附二十五条袈裟一領（熊本県立美術館保管）
- 紙本墨書広福寺文書（百八通）（熊本県立美術館保管）

### 熊本県指定重要文化財
- 廣福寺所蔵太平野寺・小山観音堂関係文書および正法寺絵図

### 玉名市指定重要有形文化財
- 伝 道元筆正法眼蔵第十六 行持下、伝 道元筆正法眼蔵第十二 坐禅箴
- 伝 大智筆佛法僧一行書

## 歴代住持
- 開山 - 大智祖継
- 第2世 - 禅古
- 第3世 - 紹遠
- 第4世 - 秀香
- 第5世 - 了妙
- 第6世 - 慧英
- 第7世 - 慧廉
- 第8世 - 恵訥
- 第9世 - 令俊
- 第10世 - 慶喜
- 第11世 - 志頴
- 第12世 - 等繊
- 第13世 - 宗育
- 第14世 - 梵清
- 第15世 - 承天
- 第16世 - 天仙祖錬
- 第17世 - 祖天萬國
- 第18世 - 洞明良瓚
- 第19世 - 萬年太喜
- 第20世 - 奇巌法泉
- 第21世 - 春翁宗英
- 第22世 - 龍溪太音
- 第23世 - 廓山天然
- 第24世 - 徳巌法潤
- 第25世 - 素喰眞瑞
- 第26世 - 月潭宗眞
- 第27世 - 智旭恵賢
- 第28世 - 泰雲俊道
- 第29世 - 天随道悟
- 第30世 - 琢峰癡温
- 第31世 - 慈詮
- 第32世 - 黙眞梁禅
- 第33世 - 性山欽立
- 第34世 - 活道宗俊

## 所在地
- 熊本県玉名市石貫1379

## 交通
- 九州自動車道菊水インターチェンジから車で約22分(11km)
- 玉名駅もしくは新玉名駅から九州産交バス南関上町ゆきに乗車し「廣福禅寺入口」下車、徒歩20分（1.6km）

## 周辺
- 石貫穴観音横穴
- 石貫ナギノ横穴群
- 繁根木川 - 寺への道につながる「廣福寺橋」が架かる
- 仁王滝（ぞうめきの滝） - 小岱八十八ヶ所霊場の１つ
- 九州新幹線玉名トンネル